# Буданцев Микола Іванович
Микола Іванович Буданцев (нар. 14 серпня 1935) — український радянський діяч, бригадир слюсарів-монтажників Черкаського спеціалізованого управління № 30 «Промтехмонтаж-2» Черкаської області. Депутат Верховної Ради СРСР 11-го скликання.

## Біографія
Освіта середня.
У 1955—1958 роках — служба в Радянській армії.
У 1958—1961 роках — муляр, слюсар, слюсар-монтажник низки підприємств Кіровоградської, Полтавської, Черкаської областей.
З 1961 року — бригадир слюсарів-монтажників Черкаського спеціалізованого управління № 30 «Промтехмонтаж-2» міста Черкаси Черкаської області.
Член КПРС з 1976 року.
Потім — на пенсії в місті Черкасах.